# Prefectura apostólica de Haizhou
La prefectura apostólica de Haizhou, de Haichow, de Donghai o de Tunghai (en latín: Praefectura Apostolica Haichovensis y en chino: 天主教海州监牧区) es una circunscripción eclesiástica de la Iglesia católica en China. Se trata de una prefectura apostólica latina, inmediatamente sujeta a la Santa Sede. Desde 1983 es sede vacante y su administrador de hecho es el arzobispo Francis Xavier Lu Xinping. La Asociación Patriótica Católica China suprimió la prefectura apostólica en agosto de 1981, sin asentimiento de la Santa Sede, cediendo parte de su territorio a su diócesis de Nankín y erigiendo con el resto la diócesis de Xuzhou.

## Territorio y organización
La prefectura apostólica extiende su jurisdicción sobre los fieles católicos de rito latino residentes en parte de la provincia de Jiangsu.
La sede de la prefectura apostólica fue asignada a la ciudad de Haizhou, que desde 1949 se fusionó con otros distritos para formar la actual ciudad de Lianyungang.
No se conoce si en la prefectura apostólica existen parroquias.

## Historia
Luego de la liberación del área del dominio japonés en 1945, la prefectura apostólica fue erigida el 9 de junio de 1949 con la bula Recta Ecclesiarum del papa Pío XII, obteniendo el territorio de la diócesis de Shanghái.

(...) Alteram vero, civiles subpraefecturas de Haichow seu Tunghai, Kanyu, Bhuyang, Kwanyun, Lienshui, Fowning, Yencheng, Hinghwa, Tungtai et Taichow complectentem, de Haichow nominandam (...)

En abril de 1949 la actual provincia de Jiangsu fue ocupada por el Partido Comunista de China, que se impuso en la guerra civil y proclamó la República Popular China el 1 de octubre de 1949. En 1951 China comunista y la Santa Sede rompieron relaciones diplomáticas, reconociendo la Santa Sede a la República de China en Taiwán como el legítimo gobierno chino. El 21 de febrero de 1951 el jesuita francés Ferdinand Lacretelle fue nombrado prefecto apostólico de Haizhou, pero permaneció en Shanghái y no pudo asumir su cargo. La noche del 15 de junio de 1953 Lacretelle fue arrestado junto con otros misioneros extranjeros acusado de ser "el líder de los espías imperialistas" y recluido en el Centro de Detención N° 3 de Shanghái. El 2 de julio de 1954 fue deportado dirigiéndose a Taiwán, ya que todos los misioneros extranjeros fueron expulsados de China comunista. El 31 de mayo de 1957 llegó a Saigón en Vietnam, en donde permaneció hasta que regresó a Taiwán en 1976, sirviendo como sacerdote en varias iglesias.
La Asociación Patriótica Católica China fue creada con el apoyo de la Oficina de Asuntos Religiosos de la República Popular de China en 1957, con el objetivo de controlar las actividades de los católicos en China. Su nombre público es Iglesia católica china y es referida como la "Iglesia oficial" en contraposición a la "Iglesia subterránea" o "Iglesia clandestina" leal a la Santa Sede.
En el período de 1966 a 1976 la Revolución Cultural se ensañó especialmente contra la religión, destruyéndose numerosas iglesias.
En agosto de 1981 la Conferencia de Obispos Católicos Chinos, una organización reconocida por el Gobierno chino, que responde a la Asociación Patriótica Católica China, suprimió la prefectura apostólica sin asentimiento de la Santa Sede. Una parte del territorio de la prefectura apostólica de Haizhou fue incorporado a la diócesis oficial de Nankín, que corresponde a la arquidiócesis de Nankín rebajada a diócesis, tras ceder territorio a la diócesis de Suzhou e incorporar el territorio de la prefectura apostólica de Yangzhou y parte del de la diócesis de Haimen. Con el resto del territorio de la prefectura apostólica de Haizhou fue erigida la diócesis oficial de Xuzhou.
En 1983 el prefecto apostólico en el exilio, Ferdinand Lacretelle, renunció a su cargo y falleció el 5 de mayo de 1989.
Desde el 20 de abril de 2005 el obispo oficial de Nankín, Francis Xavier Lu Xinping, es de hecho el administrador. En 2007 se reconcilió con la Santa Sede y en 2008 el papa Benedicto XVI lo reconoció como arzobispo de Nankín.
El 22 de septiembre de 2018 se firmó en Pekín el Acuerdo provisional entre la Santa Sede y la República Popular de China sobre el nombramiento de los obispos. El 22 de octubre de 2020 el acuerdo fue prorrogado por otros dos años y en octubre de 2022 por otros dos años más.

## Episcopologio
- Presbítero Ferdinand Lacretelle, S.I. † (21 de febrero de 1951-1983 renunció)
  - Sede vacante, desde 1983